# Palacio arzobispal de Quito
El Palacio Arzobispal es un edificio de carácter palaciego erigido en el Centro Histórico de la ciudad de Quito DM. Ubicado en la esquina oriental de las calles Chile y Venezuela, es uno de los cuatro edificios que flanquean la Plaza de la Independencia por su lado norte. Es la sede de la Arquidiócesis Metropolitana de Quito y residencia oficial del arzobispo de Quito y primado del Ecuador.

## Antecedentes

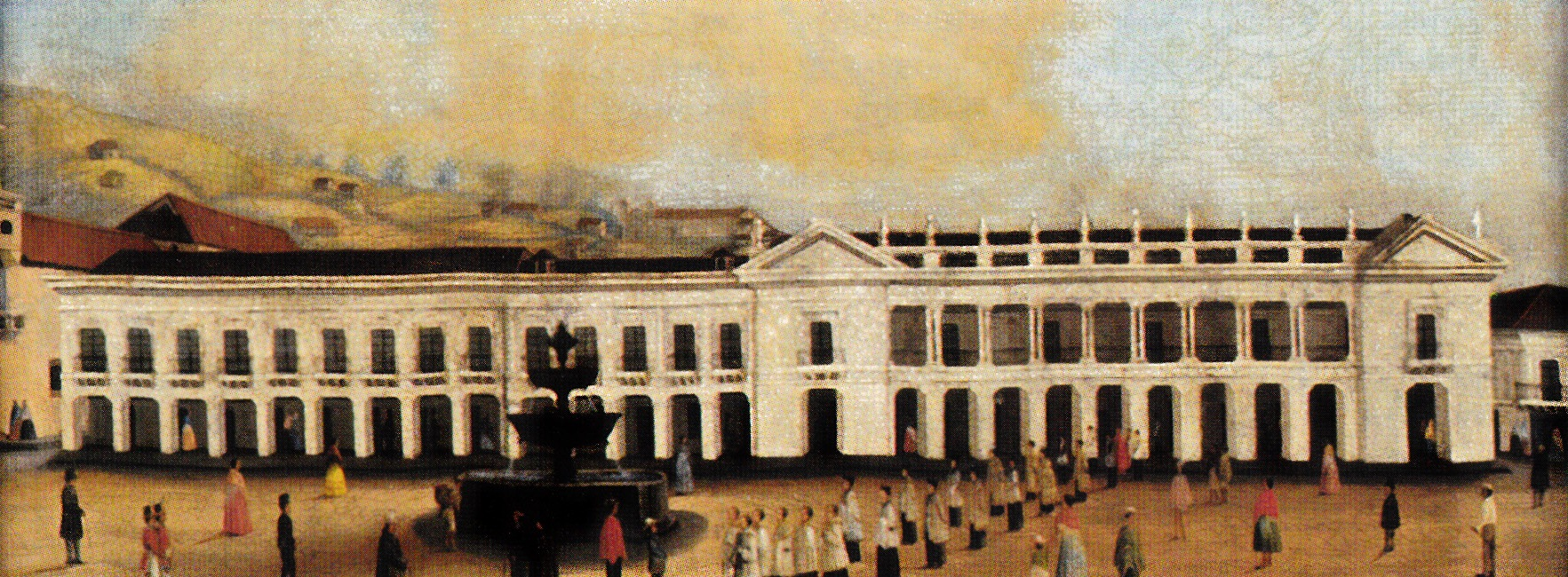
En este óleo de Rafael Salas se puede apreciar como lucía el Palacio Arzobispal a mediados del.

El 20 de diciembre de 1534 se crea la parroquia eclesiástica de Quito por parte del fundador de la ciudad, asignándole solar al primer cura de esta, el presbítero Juan de Rodríguez; y además los lotes al costado sur de la Plaza Mayor, donde se erigió la Iglesia Parroquial (actual Catedral Metropolitana). Originalmente perteneciente al Obispado de Panamá, el 5 de septiembre de 1536 pasó a depender del Obispado de Cuzco, y del de Lima desde el 14 de mayo de 1541.
El 8 de enero de 1545 se erige el Obispado de San Francisco de Quito por orden del papa Paulo III, que se ejecuta el 13 de abril de 1546 con la llegada desde Lima de Garcí Díaz Arias, sacerdote diocesano de origen toledano, como su primer Obispo. Durante este tiempo y hasta 1789, el Obispado abarcó los territorios de la Real Audiencia de Quito, es decir desde Pasto al norte hasta Piura, al sur.
El 13 de enero de 1848, el papa Pío IX elevó el obispado de Quito a la categoría de Arquidiócesis Metropolitana, dejando así de ser sufragánea de la de Lima, y como Metropolitana que era pasó a tener como diócesis sufragáneas a las de Cuenca y Guayaquil. Sin embargo, para 1995 ya habían sido elevadas tres sedes metropolitanas más en Ecuador: Guayaquil, Cuenca y Portoviejo; por ello, y mediante decreto emitido el 11 de noviembre de 1995, elevó tanto a la Catedral como al Arzobispo de Quito a la categoría de Primados del Ecuador, es decir la categoría más importante del país.

## Historia del palacio

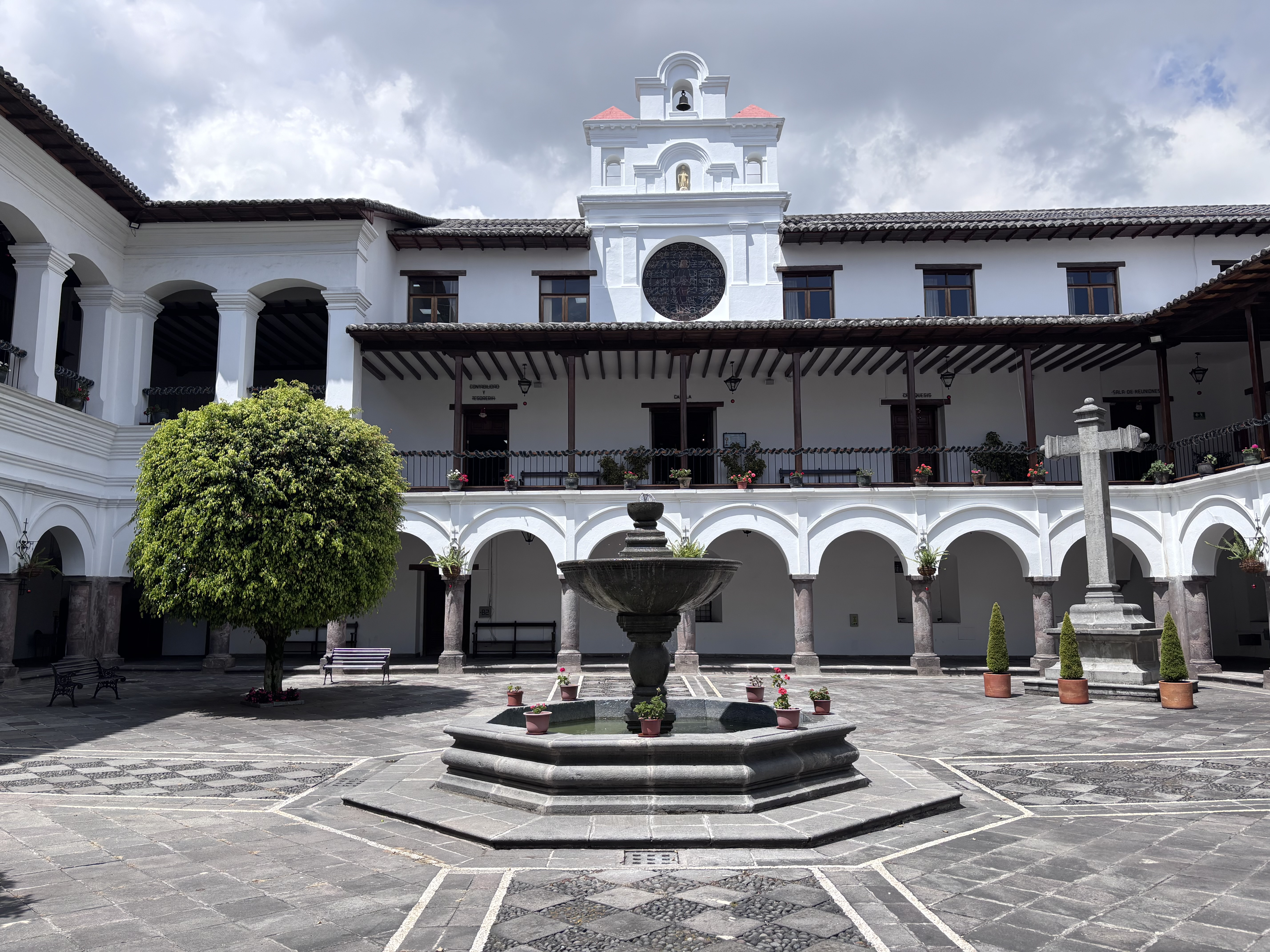
Patio interior.

Durante varios años después de la fundación de la ciudad, los párrocos de Quito vivieron en diferentes casas de los alrededores de la Catedral. Fue solo hasta que se erigió el Obispado de Quito en 1546, que se autorizó la compra del solar asignado al conquistador Núñez de Bonilla y sus herederos en el flanco nororiental de la Plaza Mayor, que se estableció el Palacio del Obispo de Quito en la esquina en la que se encuentra hasta el día de hoy.
 

La construcción original se modificó en 1775 con la llegada del arquitecto español Antonio García, que colaboró también en la construcción del Palacio de Carondelet, y fue quien introdujo las características formas neoclásicas europeas con resaltos laterales de remates triangulares, con sobre-relieves de las armas del Vaticano en la izquierda y el Arzobispado de Quito en la derecha.

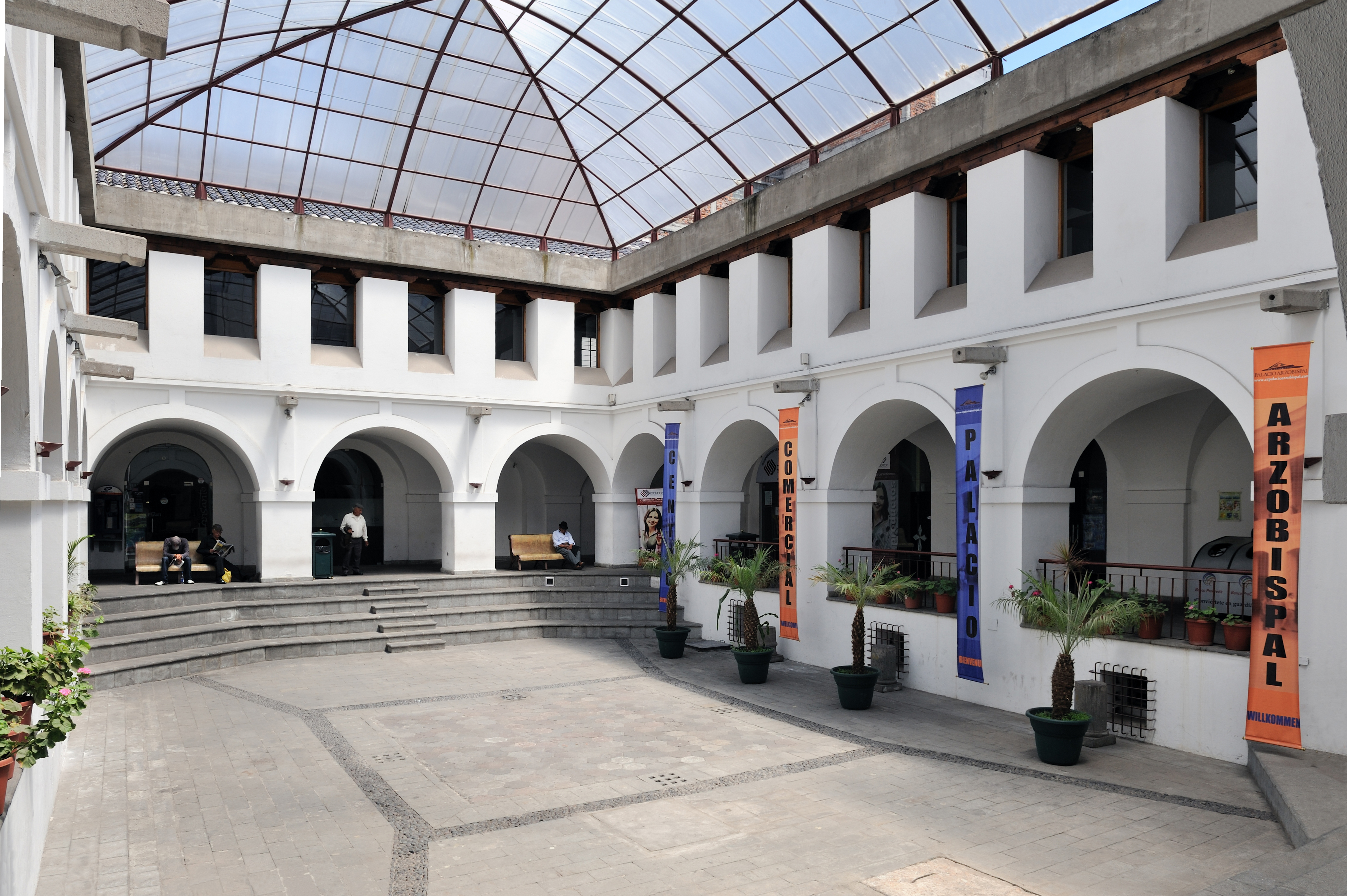
Patio posterior del Palacio, convertido en parte del Centro Comercial del vecino Palacio de la Curia Metropolitana.

Las modificaciones de García subsistieron hasta el siglo XX, donde se ejecutó una restauración que alteró los elementos originales, en especial al interior del Palacio. Esta segunda modificación se realizó en 1978, pues el arzobispo consideraba que el edificio se había vuelto peligroso debido a la antigüedad de los materiales con los que había sido construido, pero solo se trató de un reforzamiento de la estructura y adecuaciones eléctricas y sanitarias.

## Estructura

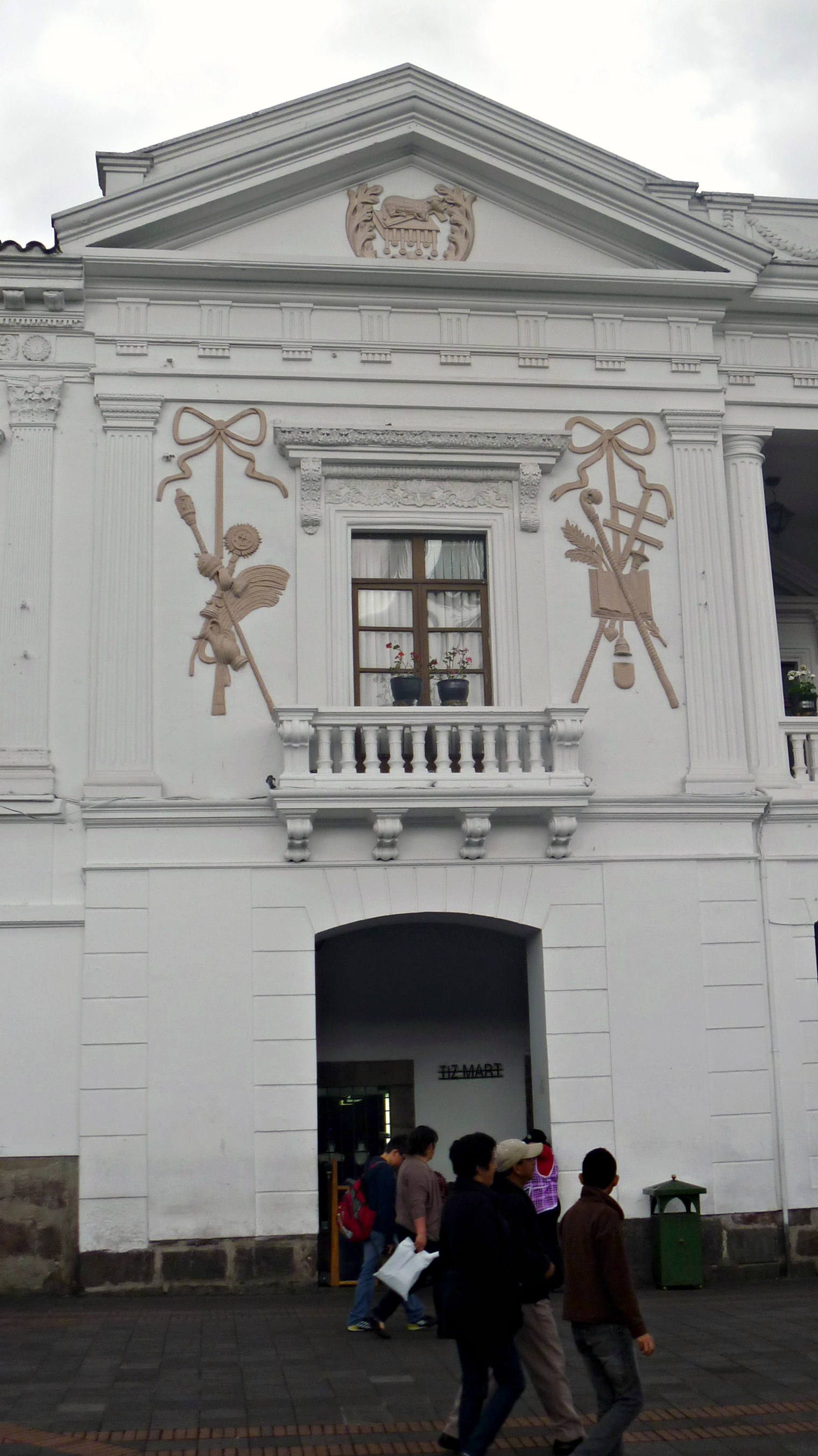
Detalle del resalto occidental del Palacio, con las armas del Vaticano en sobre-relieve.

En la parte baja destaca un portal de arquería cubierto que sirve de espacio de comunicación entre el palacio y la plaza, además de como un corredor exterior y cubierto con las otras edificaciones vecinas por el occidente. Se accede por un zaguán hasta un gran patio de piedra, con una fuente de piedra tallada en el centro. Cuatro crujías de dos pisos rodean el patio, ubicándose la grada y la capilla arzobispal (de acceso restringido) en el lado occidental.
El palacio presenta formas neoclásicas, expresadas en los arcos y galerías del interior y en la columnata del gran balcón ubicado en la planta alta de la fachada, sobre el portal que remata en entablamento. En los dos extremos de la fachada existen dos cuerpos macizos con ventanas ortogonales en la planta alta y arco hacia el portal en la planta baja, se rematan con dos coronamientos triangulares y tallas de las armas del Vaticano (der) y la Arquidiócesis de Quito (izq). Entre estos resaltos se dispuso una galería exterior a modo de balcón cubierto, con columnata doble de fustes cilíndricos y capiteles jónicos.

### Despacho del arzobispo
Está ubicado en el centro de la crujía occidental del segundo piso, y se accede a él por la grada principal del palacio. La entrada a las oficinas del arzobispado, así como a las contiguas del obispado, es permitido a todo el público.

### Capilla arzobispal
De acceso restringido, la capilla arzobispal guarda tesoros de la escuela quiteña de arte que datan del siglo XVI al XIX. Está ubicada también en la crujía occidental, y a ella solo pueden ingresar autoridades de comercio, litúrgico y eclesiásticas, pues constituye la sede administrativa del Gobierno del Clero Secular.

### Biblioteca arzobispal de Quito
Este archivo se remonta a 1545, fecha de erección del Obispado de Quito, y contiene información histórica valiosa, distribuida en 15 secciones: Gobierno Eclesiástico, Órdenes Sagradas, Colegios Seminarios Menor y Mayor, Concurso para Beneficios, Religiosos Doctrineros, Cofradías, Matrimoniales, Obras Pías, Capellanías, Juicios Civiles, Parroquias, Inventario de Parroquias, Varios, Colección González Suárez, y Publicaciones Periódicas (periódicos, revistas, boletines y folletos).
Aun cuando el archivo no cuenta con un fondo o sección específica sobre indígenas, se puede afirmar que dentro de todo su acervo el tema indígena está presente. Sin embargo, es necesario señalar que en seis de las secciones señaladas y que han sido fichadas, se puede detectar con mayor exactitud la información etnográfica.